# زویفکا
شهر زویفکا (به روسی: Зуевка) در کشور روسیه و در اوبلاست کیروف واقع شده‌است.